# Anomis professorum
Anomis professorum är en fjärilsart som beskrevs av William Schaus 1923. Anomis professorum ingår i släktet Anomis och familjen nattflyn. Inga underarter finns listade i Catalogue of Life.